# モンベル
株式会社モンベル（英称：mont-bell Co.,Ltd. ）は、日本のアウトドア総合メーカーである。
本社所在地は、大阪府大阪市西区新町2丁目2番2号。

## 概要
1975年に現会長の辰野勇が大阪市西区立売堀にて創業。
“Light & Fast” “Function is Beauty”をコンセプトにテント、バックパック、寝袋、登山靴、レインウェア等各種アウトドア商品を扱う。
2011年には創業者が高齢のために廃業したカジタックスの事業を継承した。
モンベルグループとして株式会社モンベル、株式会社ベルカディア、株式会社北陸モンベル、株式会社ネイチャーエンタープライズ、モンベルアメリカ・インク、モンベルスイスSAの7社があり、グループで全体でアウトドア用品の製造から卸売・販売・イベント運営企画・保険業などを総合的に手掛けている。
モンベル製品を専門に取り扱う「モンベルクラブショップ」を国内外で展開している。2017年現在、グループ全体での従業員は970名を数え、アメリカとスイスにも現地法人を設立している。
2021年7月16日には、企業取り組みとして指標に上げていた一項目の一環として、ランドセルと比べて耐久性を重視しながら安価かつ軽量、機能性など工夫を凝らした小学生向け通学用バックパック「わんパック」を開発。一般販売の他、2020年10月には包括提携先である富山県立山町に所在する小学校に、2023年入学予定の児童に向けて無償で配布されている。

## エコツーリズム開発
自転車、登山、カヤックを行うシートゥーサミット等のイベントを開き、そのコースを基にしたジャパンエコトラックというコースを設定し、また、各地の地方自治体などとフレンドエリア など協定を結びエコツーリズム開発を行っている。

## ギャラリー
- 諏訪店（諏訪ステーションパーク内）
- 神戸三宮店（神戸外国人居留地内）
- 広島紙屋町店
- 富士吉田店（道の駅富士吉田内）
- 豊橋店（豊橋市飯村町）
- モンベルハウス（三重県菰野町）

## 主な製品
- ムーンライトシリーズ - 「月明かりの下でも素早く設営できる」をコンセプトにしたテント。一人用の1型から大人数向けの9型までのラインナップがある。A型と呼ばれる構造を採用しており、防水性と通気性が高いのが特徴。
- ダウンハガーシリーズ - 中綿に羽毛を使用した寝袋。
- バロウバッグシリーズ - 中綿にメンテナンスの容易な化繊を使用した寝袋。
- アルパインクルーザーシリーズ - 縦走登山に対応した登山靴。
- ストームクルーザー - 防水透湿素材「ゴアテックス」を使用したレインウェア。

## テレビ番組
- 日経スペシャル カンブリア宮殿 自分たちが欲しいものを、作って売れ！（2009年8月17日、テレビ東京）[3]

## 書籍

### 関連書籍
- 『カヌー・エンジョイ・マニュアル カヤック入門編 新版』（著者:辰野勇、写真:中川祐二）（1989年5月10日、千早書房）ISBN 4924784109  NCID BN06660019 全国書誌番号:90028616
- 『社長室はアウトドア 岩登りからカヤックへ。万年青年の冒険』（著者:辰野勇）（1992年9月25日、山と渓谷社）ISBN 4635250067  NCID BN14252095 全国書誌番号:93005274
- 『カヤック カヌー乗り必携！イラストで見る究極の川下りマニュアル』（著者:ウィリアム・ニーリー、訳:杉本美穂子、 監訳:辰野勇）（1993年8月20日山海堂）ISBN 9784381101969
- 『カヌー&カヤック入門 遊び方はいろいろ Outdoor A to Z アウトドアのすべてがわかる 4』（著者:辰野勇）（1999年4月10日、山と渓谷社）ISBN 4635007847  NCID BA40943080 全国書誌番号:99074797
- 『服装・装備術 地球元気村遊びテキスト 5』（著者:辰野勇）（2001年6月20日、旬報社）ISBN 4845106906 NCID BA53136172 全国書誌番号:
- 『カヌー＆カヤック入門 : 川・海・静水別、基本＆実践テクニック集 Outdoor books 6』（著者:辰野勇）（2005年4月26日、山と溪谷社）ISBN 4635007561  NCID BA72093372
- 『カヌー&カヤック入門 川・湖・海でのパドリング術をフィールド別に徹底紹介』（著者:辰野勇）（2013年1月25日、山と溪谷社）ISBN 9784635007603 NCID BB11980091 全国書誌番号:22193918 - 2005年刊の改訂新版
- 『モンベル7つの決断 アウトドアビジネスの舞台裏』（著者:辰野勇）（2014年10月24日、山と溪谷社 ヤマケイ新書）ISBN 9784635510066
- 『軌跡 mont-bell BOOKS』（著者:辰野勇）（2014年11月1日、ネイチュアエンタープライズ）ISBN 9784990806705
- 『辰野勇 モンベルの原点、山の美学 のこす言葉』（著者:辰野勇）（2020年3月27日、平凡社）ISBN 9784582741223
- 『自然に生きる力 24時間の自然を満喫する』（著者:辰野勇）（2020年11月25日、KADOKAWA）ISBN 9784041093788